# 川崎宿

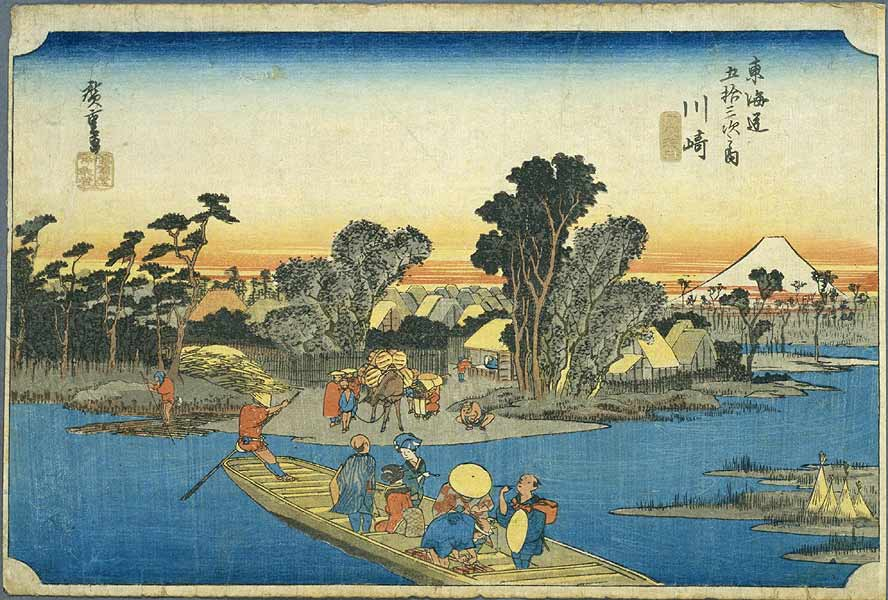
川崎宿（歌川広重『東海道五十三次』より）

川崎宿（かわさきしゅく、かわさきじゅく）は、東海道五十三次の2番目の宿場である。
武蔵国橘樹郡川崎領（現在の神奈川県川崎市川崎区）に置かれた。

## 概要
東海道の成立時点では正式な宿場となっていなかったが、品川宿 - 神奈川宿間が往復十里と長く、伝馬の負担が重かったために、1623年（元和9年）に設置された。
設置後には伝馬を務める農民の負担ばかりでなく、問屋場が破産に追い込まれるなどの窮状に陥り、1632年（寛永9年）には、宿役人が幕府へ川崎宿の廃止を訴える事態となった。幕府は問屋場などへの支援を行ったものの、廃止の願いが受け入れられることはなく、さらには伝馬の負担引き上げ、地震や富士山の噴火などで財政は困窮を極めた。
そんな中で問屋・名主・本陣の当主を一身に兼ねた田中休愚は、幕府に働きかけを行い、六郷の渡しの権益を川崎宿のものとしたほか、さらに救済金を取り付けるなど、川崎宿再建のために大きな役割を果たした。
川崎宿維持の負担に苦しめられたのは宿の住民だけでなく、近隣の農民も助郷として負担を強いられていた。1694年（元禄7年）の制度発足当時は先に召集される定助郷8村と、定助郷でも不足な場合の大助郷30村というように分かれていたが、東海道の交通量増加で定助郷村の負担が過大となった結果、1725年（享保10年）には定助郷・大助郷の区分を廃止し、後にはさらに遠方の16村に加助郷が命ぜられている。助郷負担の見返りに出る手当は微々たるものであり、またその間は農作業にもかかれず、さらには川崎宿特有の問題として多摩川が川止めになれば何日も拘束されてしまうなど負担は重く、助郷の免除願が出されたり、出勤簿だけ書いて逃走したりと、負担回避のための行動が行われた。延享年間以降には金納する例も現れたが、支払う金銭は高額であり、依然として助郷村は苦しむこととなった。

## 施設
川崎宿は砂子・久根崎・新宿・小土呂の4町からなっており、本陣は田中本陣・佐藤（惣左衛門）本陣・惣兵衛本陣があったが、惣兵衛本陣は江戸後期には廃業していた。ただ、度重なる災害や各藩の財政窮乏もあって幕末には本陣も衰微しており、1857年（安政4年）には、タウンゼント・ハリスが田中本陣に泊まる予定であったものの、荒廃のため万年屋へ移るということが起こっている。この万年屋は東海道から川崎大師への分岐点にあったという地の利もあって隆盛を誇り、1877年（明治10年）には和宮親子内親王も泊まるなど、本陣を衰微させるとまでいわれた繁栄を誇っていたが、1882年（明治15年）には第一京浜の工事のため姿を消した。
旅籠は72軒あり、そのうち飯盛女を置いていた「飯売り旅籠」が新宿に集中して33軒、置いていない「平旅籠」が39軒であった。旅籠1軒あたり飯盛女は2人までということとなってはいたが、実態としてはほとんど守られておらず、また取り締まりが必要なほど服装も華美になっていっていた。こうした事情もあり、平旅籠と飯売り旅籠の間にはしばしば紛争が起きたという。飯売り旅籠は、明治に入っても「貸座敷」と称して同様の営業を続けていたが、のちに南町へ移された。

## 沿革
- 1623年（元和9年）- 東海道の宿場となる。
- 1627年（寛永4年）- 砂子・久根崎に加え、新宿・小土呂も川崎宿の一部となる[19]。
- 1628年（寛永5年）- 田中本陣が設けられる[11]。
- 1640年（寛永17年）- 常備すべき伝馬が36疋から100疋に引き上げられる[3]。
- 1694年（元禄7年）- 助郷が制度化される。
- 1704年（宝永元年）- 田中休愚が田中本陣の名主となる[20]。
- 1709年（宝永6年）- 六郷の渡しの権利を得る[3]。
- 1725年（享保10年）- 定助郷・大助郷が一本化される。
- 1729年（享保14年）- ベトナムから徳川吉宗へ献上されたゾウが当地を通る。多摩川は舟橋で渡った[21]。
- 1742年（寛保2年）- 台風により多摩川が洪水。被害を受ける[22]。
- 1761年（宝暦11年）- 大火[22]。
- 明和年間 - 万年屋が旅籠となる[23]。
- 1836年（天保7年）- 天保の大飢饉。過半数が飢餓となる[24]。
- 1855年（安政2年）- 安政の大地震。全壊18軒、半壊38軒[25]。
- 1857年（安政4年）- タウンゼント・ハリスが万年屋泊。
- 1866年（慶応2年）- 打ちこわしが勃発[26]。
- 1868年（明治元年）- 明治維新。当地は神奈川県所属となる。
- 1869年（明治2年）- 川崎宿4町が「川崎駅」と総称されるようになる[24]。
- 1871年（明治4年）- 伝馬・飛脚が廃止[25]。
- 1872年（明治5年）- 日本初の鉄道が開通。川崎駅が設置され、川崎宿から交通機能も失われた[25]。
- 1889年（明治22年）- 町村制の施行により、川崎駅の4町と堀之内村が合併し川崎町が成立。
- 1924年（大正13年）- 川崎町・大師町・御幸村の合併で川崎市が発足。
- 1972年（昭和47年）- 川崎市が政令指定都市に移行。当地は川崎市川崎区に属する。
- 2013年（平成25年）- 東海道かわさき宿交流館が開館。

## 最寄り駅
JR東海道本線・南武線・京浜東北線 川崎駅又は京急本線・京急大師線京急川崎駅

## 隣の宿場
品川宿 - 川崎宿 - 神奈川宿